# Trasmettitore di Caltanissetta
Il trasmettitore di Caltanissetta (anche noto come Caltanissetta-Sant'Anna o Palermo-Caltanissetta) è stato un centro di radiodiffusione ubicato sulla sommità della collina Sant'Anna, presso Caltanissetta, in Sicilia, unico impianto su territorio italiano per la radioemissione in onde lunghe. 
Era particolarmente conosciuto per la sua antenna omnidirezionale principale, colloquialmente chiamata antenna RAI, alta 286 metri, che ha detenuto il primato di struttura costruita dall’uomo più alta d'Italia fino alla sua demolizione, avvenuta il il 23 luglio 2025, a seguito di gravi criticità strutturali. Fu costruito e utilizzato dalla Rai, servizio pubblico radiotelevisivo italiano, per trasmettere programmi radiofonici in modulazione d'ampiezza. Il complesso è di proprietà della controllata Rai Way.

## Storia

### Inizio trasmissioni

L'antenna RAI al confronto con altre strutture nel mondo

L'impianto di Caltanissetta, nelle intenzioni della RAI, doveva servire a migliorare la ricezione delle trasmissioni radiofoniche in onde medie, onde lunghe e onde corte nei paesi del Mediterraneo e del Nord Africa. 
I lavori di costruzione iniziarono nel 1949 e costarono in tutto 146 milioni di lire dell'epoca; il cantiere fu appaltato alla CIFA (Compagnia Italiana Forme e Acciaio) di Milano, su progetto degli ingegneri Sergio Bertolotti, Gino Castelnuovo e Giuseppe Sciubata.
L'impianto fu inaugurato il 18 novembre 1951 dall'allora ministro delle telecomunicazioni Giuseppe Spataro, dal presidente della RAI Cristiano Ridomi, insieme ai presidenti in carica e uscente della Regione Siciliana Franco Restivo e Giuseppe Alessi.
L'antenna principale da 286 m fu utilizzata per la trasmissione in onde lunghe della prima rete radiofonica sui 189 kHz con 25 kW (ridotti a 10 negli ultimi anni d'esercizio). Accanto ad essa vi erano alcune antenne più piccole, alte fino a 50 m, destinate alle emissioni con le altre tecnologie: in onde medie veniva diffusa sempre Radio 1 sui 567 kHz (questa frequenza, nota come Caltanissetta 1, fu anche impiegata per diverso tempo per la messa in onda di un notiziario giornaliero in lingua araba), in regime di relazione armonica con le onde lunghe (189 x 3 = 567); in un secondo momento si aggiunse anche la seconda rete sui 1034 kHz. La prima rete veniva altresì irradiata sulle frequenze di 6240 e 9420 kHz, poi modificate in 6060 kHz con 25 kW di potenza (ridotti a 3 negli ultimi anni d'esercizio) e 9515 kHz con potenza di 5 kW. In un secondo momento venne trasmessa in onde corte anche la seconda rete, sui 7175 kHz.
Fino al 1965 l'antenna detenne anche il primato di struttura più alta d'Europa; il record fu poi battuto dalla Belmont Transmitting Station, alta 351,65 metri, situata in Gran Bretagna. Al 2015 l'antenna RAI di Caltanissetta era la 43ª torre di trasmissioni per altezza censita al mondo. In virtù dell'altitudine della collina (689 metri) la sommità dell'antenna a onde lunghe si trova effettivamente a 975 m sul livello del mare.
Secondo fonti interne alla Rai, dopo il 1982 il traliccio maggiore sarebbe stato riverniciato una sola volta, avvalendosi per trenta giorni di lavoro di quattro unità di operai, che realizzarono l'intervento con imbragatura, senza l'utilizzo di alcun ponteggio.

### Fine trasmissioni
Nel 1999, come tutti gli altri siti di trasmissione Rai, la gestione del complesso di Caltanissetta passò alla controllata Rai Way, che nella prima metà del 2003 spense le onde corte e quindi il 7 agosto 2004 disattivò anche le onde lunghe; vita più estesa ebbe invece la diffusione in onde medie di Radio 1, che proseguì (sia pure con ridottissima potenza, che limitava la ricevibilità quasi solo alla Sicilia) sulla frequenza di 567 kHz almeno fino a settembre 2012.
Ciò avvenne nel quadro del progressivo abbandono, da parte della radio pubblica italiana, delle tecniche di trasmissione in modulazione d'ampiezza, giustificato sia a fronte della riduzione dei fruitori di tali tecnologie, sia per una politica di risparmio che prese di mira i costi elevati di mantenimento degli apparati, che (come nel caso di Caltanissetta) richiedevano l'impiego periodico di tecnici specializzati per i lavori ad alte quote. Per questi stessi motivi, la Rai espresse l'intenzione di demolire la struttura ormai inattiva.

### Acquisizione comunale
L'amministrazione comunale nissena si oppose immediatamente all'ipotesi di smantellamento del manufatto, che venne giudicato un simbolo distintivo della città, e manifestò l'intenzione di rilevarne la proprietà. Il 22 settembre 2012 il sito (antenne, parco, fabbricati, apparati) è stato dichiarato bene di interesse culturale dal Servizio Soprintendenza di Caltanissetta dell'Assessorato Regionale siciliano dei Beni Culturali e Ambientali.
A seguito di un primo incontro tra l'allora sindaco di Caltanissetta Michele Campisi e i vertici della Rai siciliana avvenuto il 5 febbraio 2013 per definire le modalità di acquisizione, il 2 novembre successivo la giunta comunale deliberò l'acquisto del manufatto in metallo, delle costruzioni annesse e dell'area circostante per la somma di 537 000 euro, inclusivo di progetto per valorizzare la collina di Sant'Anna, trasformandola in un parco aperto al pubblico e musealizzando l'ex infrastruttura radiofonica.
Il 31 maggio 2014 venne comunicato il completamento della procedura burocratica per la variante urbanistica che assegnava in via definitiva gli ex apparati trasmittenti e il terreno circostante a parco naturalistico vincolato; l'amministrazione comunale uscente lasciò alla subentrante l'incarico di proseguire l'iter per l'acquisto definitivo della struttura e del terreno circostante pari a 13 ettari, ma al 23 novembre 2016 il municipio di Caltanissetta non aveva ancora provveduto a perfezionare il tutto.
Il 10 aprile 2017 viene recepita dal consiglio comunale la variante al piano regolatore, precedentemente deliberata dall’assessorato regionale al Territorio e dell'Ambiente con decreto dirigenziale n. 570 del 19 luglio 2005; essa stabilisce che la collina di San'Anna, l'antenna RAI e le sue pertinenze sono vincolati a parco territoriale agricolo, etno ed antropologico, con espresso divieto di alterarne il patrimonio edilizio.
Alla fine del 2020 il comitato parco Antenna, composto da associazioni, comitati e privati cittadini, ha presentato un proprio progetto per la realizzazione di un polo scientifico e tecnologico nell’area dell’ex antenna Rai.
Il 13 aprile 2022, il trasmettitore viene sottoposto a tutela, poiché riconosciuto come bene di interesse etnoantropologico particolarmente importante dal Dipartimento dei Beni Culturali e dell’Identità Siciliana.
Nel 2024 il TAR di Sicilia rigetta il ricorso presentato da Rai Way per l'annullamerto del vincolo di tutela.

### Demolizione
Il 28 maggio 2025 il Dipartimento dei Beni Culturali e dell’Identità Siciliana revoca il vincolo di tutela imposto sul trasmettitore in onde lunghe, evidenziando gravi criticità strutturali che avrebbero impedito la realizzazione di manutenzioni straordinarie e che avrebbero potuto rappresentare un rischio per l'incolumità pubblica.
Il 18 luglio 2025 il TAR per la Sicilia autorizza la demolizione dell'opera, riconoscendo le criticità strutturali. L'operazione viene eseguita il 23 luglio 2025 alle ore 17:40 da Rai Way, con il supporto di una ditta specializzata. La caduta viene innescata allentando due tiranti e facendo brillare delle cariche esplosive in modo controllato, così da far piegare il traliccio a metà su sé stesso prima di capitolare al suolo.

## Apparecchiature di trasmissione

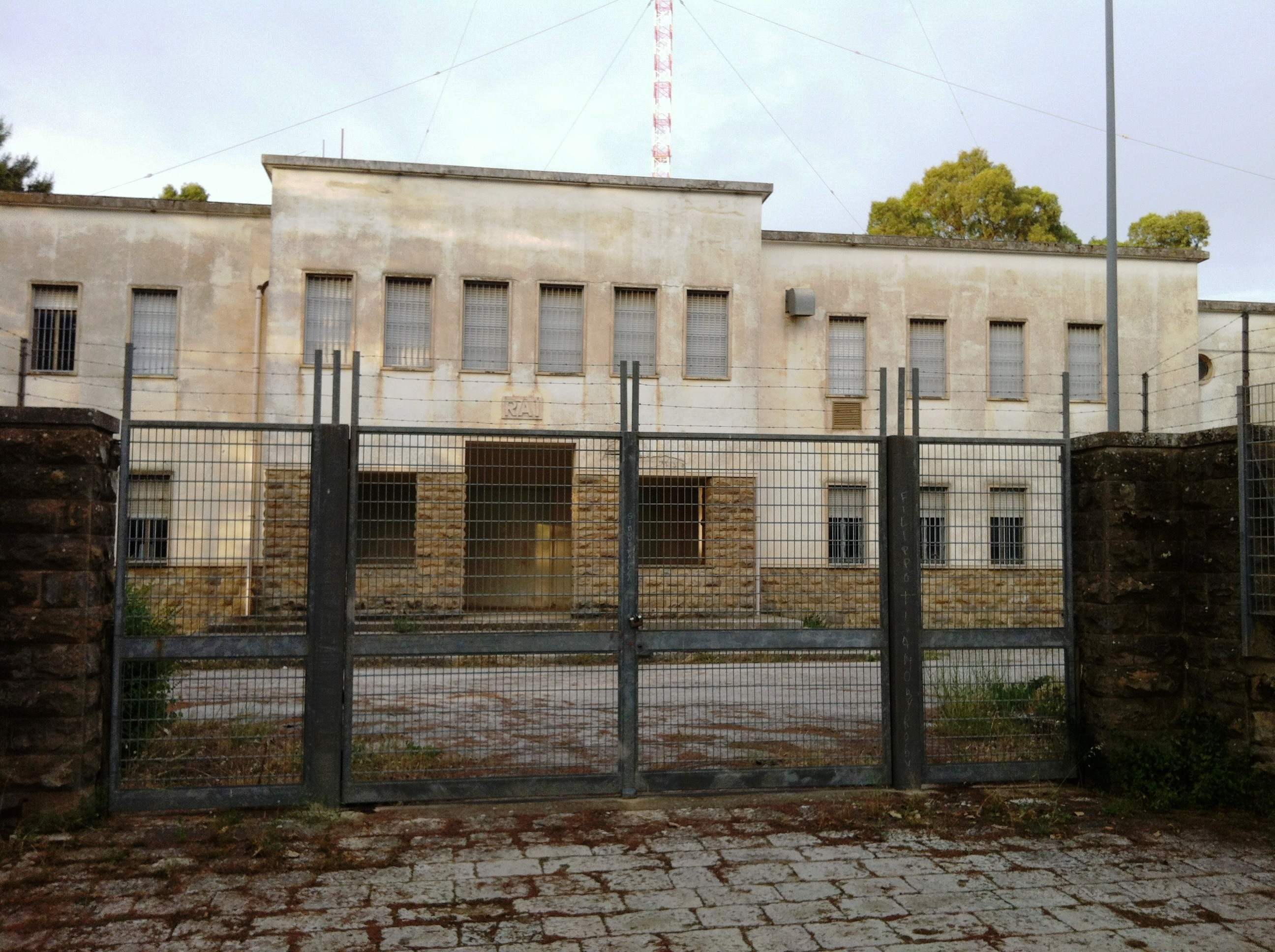
Edifici di servizio presso l'antenna

Il complesso è situato sulla sommità del colle Sant'Anna, a 689 metri s.l.m.
La cosiddetta "antenna Rai" da 286 m, elemento distintivo del complesso, era una torre autoportante in acciaio a traliccio, provvista di otto tiranti in acciaio contro-intrecciato, fissati al suolo mediante quattro punti di ancoraggio e poggiante su due isolatori in porcellana del peso di 16 quintali ciascuno. La corona circolare posta sulla sommità aveva un diametro di 6 m.
La notevole altezza della struttura nissena (che, come detto, sfiorava i 1000 m s.l.m. computando anche la sottostante collina) era legata al fatto che, per quelle che erano le tecnologie di fine anni 1940 e in generale la natura del segnale in onde lunghe, le relative apparecchiature dovevano essere poste ad alta quota per garantire un irradiamento efficace. 
Il patrimonio del sito è completato dagli edifici di servizio, che custodiscono al loro interno preziose apparecchiature d'epoca di potenziale interesse museale, tra cui apparati a valvole per l'irradiamento in onde lunghe e corte e un trasmettitore in onde medie concepito per uso navale e successivamente convertito all'uso civile. Nelle vicinanze sopravvive una delle antenne omnidirezionali "minori" (alta 20 m) che componevano l’impianto in onde medie e corte.